# 烏克斯昌火山
烏克斯昌火山是俄羅斯的火山，位於堪察加半島北部，火山底座面積1,850平方公里，是中部山脈最大型的盾狀火山，海拔高度1,692米，位於中央的火山口直徑12公里。